# Fernando (canción)
Para otros usos, véase "Fernando (desambiguación)"
Fernando es una canción y un sencillo que publicó el grupo sueco ABBA. Su versión original fue lanzada en el álbum Frida ensam de 1975.

## La canción

### Versión en sueco
Sólo la canta Frida, porque salió a la venta en su álbum "Frida ensam" (Frida sola). Fue escrita por Benny, Björn y Stig y grabada el 3 de septiembre de 1975, en el Glenstudio en Stocksund. Parte del demo de la canción está disponible en el ABBA Undeleted, del box set Thank you for the Music. A diferencia de la versión en inglés y español, esta trata del monólogo de una amiga quien intenta brindar ánimo a Fernando, tras haber terminado una relación sentimental. Fue lanzada como sencillo en Suecia. Actualmente está disponible en la versión Deluxe Edition del álbum Arrival como tema extra.

### Versión en inglés
Al ver el éxito de la canción en Suecia, Björn Ulvaeus tradujo la letra para que ABBA la cantara. Finalmente fue grabada el 5 de septiembre de 1975, en el Glenstudio de Stocksund, llamada primeramente "Tango".
A diferencia de la versión sueca, esta representa el monólogo de un veterano de guerra de México quien intenta conversar con Fernando, su compañero de batalla, y le recuerda con nostalgia momentos en los que participaron en la Batalla de La Angostura de 1847 en el contexto de la Guerra de Intervención estadounidense haciendo referencia que finalmente se alcanzó la libertad para México. 
La pista apareció por primera vez en el álbum Greatest Hits Vol. 1 como la pista nº15; más tarde en el álbum Arrival, se convirtió en la pista nº11.
"Fernando" se convirtió en uno de los más grandes hits de ABBA, y el mejor comercialmente hablando. Permaneció 14 semanas en el n.º 1 en Australia y se considera el sencillo más vendido en ese país. También alcanzó el número 1 en Alemania, Reino Unido, Irlanda, Francia, Bélgica, Suiza, Holanda, Sudáfrica, México y Nueva Zelanda; llegó a la lista de los diez primeros en Noruega, España, Suecia, Canadá e Italia, y en Estados Unidos llegó al 13.
Comúnmente era interpretada por el grupo en sus tours de 1977, de 1979 y de 1980. Algo curioso es que en Alemania, abajo del título de Fernando venía escrito entre paréntesis (There Was Something In The Air Last Night). Es el único lugar donde "Fernando" tiene un nombre alternativo

### Versión en español
El título y ritmo de la canción la hicieron una elección obvia para que ABBA la integrara en su álbum en español. Fue compuesta por Buddy y Mary McCluskey y grabada el 7 de enero de 1980, en los estudios de Polar Music y mantiene el mismo contexto de la versión en inglés. La canción forma parte del disco Gracias por la música como la pista n.º 5, en ABBA Oro como la pista n.º 1 y como tema extra del álbum Arrival. La canción fue lanzada como sencillo promocional en España, y logró permanecer en el Top 10 en aquel país.

## El Lado B

### Dance (While The Music Still Goes On)
Baila (Mientras la música continua). Lado B en Francia, el primer lugar donde fue lanzado el sencillo, por tanto el lado B original. Fue escrita por Björn, Benny y Stig, siendo grabada el 24 de septiembre de 1973. La canción habla sobre un hombre que invita a su pareja a bailar hasta el final sin importar nada más que su amor. El tema está incluido en Waterloo como la pista número 6. 

### Hey, Hey, Helen
Oye, Oye, Helen. Lado B en Suecia, Australia, Estados Unidos y Reino Unido; y en el sitio oficial del grupo es el lado B oficial. Fue escrita por Benny, Björn y Stig, y grabada el 14 de septiembre de 1974. Habla sobre una mujer que se acaba de divorciar, pero que tiene que intentar ser fuerte. La canción fue incluida en el disco ABBA como la pista n.º 2. Comúnmente era interpretada por el grupo en sus tours de 1974 y de 1975.

### Tropical Loveland
Tierra de amor tropical. Lado B en Alemania, Bélgica y en otros países. Fue escrita por Björn, Benny y Stig, siendo grabada el 22 de agosto de 1974, llamada primeramente "Reggae". La canción habla sobre la historia de dos amigos que lucharon por la libertad de su nación, y que ahora con el paso de los años ya viejos la recuerdan.

## El vídeo
El vídeo de Fernando fue grabado el 3 de febrero de 1976 en los estudios SVT en Estocolmo. En este, se muestra al grupo alrededor de la fogata, los hombres tocan la guitarra mientras las mujeres cantan; prácticamente es la portada del sencillo. El video fue dirigido por Lasse Hallström.
Actualmente está disponible en The Definitive Collection (DVD), The Complete Studio Recordings y en ABBA Gold (DVD).

## Listas
| Lista                                     | Posición |
| ----------------------------------------- | -------- |
| Alemania Top 50 Airplay Singles           | 1        |
| Alemania Top 50 Sales Singles             | 1        |
| Australia Top 50 ARIA Singles Chart       | 1        |
| Austria Top 75 Singles                    | 1        |
| Bélgica Top 30 BRT Singles                | 1        |
| Bélgica Top 30 Humo Singles               | 1        |
| Canadá RPM Adult Contemporany Chart       | 1        |
| E.U.A. Billboard Adult Contemporany Chart | 1        |
| Finlandia Suosikki Singles                | 1        |
| Francia Top 30 Singles                    | 1        |
| Hungría Singles Chart                     | 1        |
| Irlanda Top 30 IRMA Singles Chart         | 1        |
| México Lista de Sencillos Internacionales | 1        |
| Nueva Zelanda Top 40 RIANZ Singles Chart  | 1        |
| Holanda Top 30 National Hitparade Singles | 1        |
| Holanda Dutch Top 40 Singles              | 1        |
| Portugal Top 10 Singles                   | 1        |
| UK Singles Chart                          | 1        |
| Sudáfrica Top 20 Springbok Singles Chart  | 1        |
| Suecia Svensktoppen 1                     | 1        |
| Suiza Top 100 Singles                     | 1        |
| Hey Top 40 Turkish Singles Charts         | 1        |
| Top 20 inostrana lista Jugoslavija        | 1        |
| Canadá Top 50 Singles Chart               | 2        |
| Dinamarca Top 40 Singles                  | 2        |
| Finlandia Top 40 YLE Singles              | 2        |
| Noruega Top 20 VG Singles                 | 2        |
| Suecia Top 60 Sverige Singles             | 2        |
| Zimbabue Top 20 Singles                   | 2        |
| Brasil Top 10 Singles                     | 3        |
| Costa Rica Top 50 Radio Uno               | 3        |
| España Ventas de sencillos                | 3        |
| Italia Hit Parade Singles                 | 6        |
| España Los 40 Principales2                | 9        |
| E.U.A. Top 100 Cashbox Singles Chart      | 10       |
| Billboard Hot 100                         | 13       |
| E.U.A. Top 100 Record World Singles Chart | 14       |
| España Los 40 Principales                 | 15       |

- 1Versión en sueco
- 2Versión en español

### Trayectoria en las listas
| Posición | 77 | 56 | 47 | 40 | 30 | 24 | 21 | 20 | 18 | 16 | 14 | 13 | 23 | 30 | 42 | 92 |

| Posición | 44 | 14 | 4 | 2 | 2 | 2 | 1 | 1 | 1 | 1 | 4 | 4 | 18 | 25 | 38 |

| Australia ARIA Chart Top 50 Singles | Australia ARIA Chart Top 50 Singles | Australia ARIA Chart Top 50 Singles | Australia ARIA Chart Top 50 Singles | Australia ARIA Chart Top 50 Singles | Australia ARIA Chart Top 50 Singles | Australia ARIA Chart Top 50 Singles | Australia ARIA Chart Top 50 Singles | Australia ARIA Chart Top 50 Singles | Australia ARIA Chart Top 50 Singles | Australia ARIA Chart Top 50 Singles | Australia ARIA Chart Top 50 Singles | Australia ARIA Chart Top 50 Singles | Australia ARIA Chart Top 50 Singles | Australia ARIA Chart Top 50 Singles | Australia ARIA Chart Top 50 Singles | Australia ARIA Chart Top 50 Singles | Australia ARIA Chart Top 50 Singles | Australia ARIA Chart Top 50 Singles | Australia ARIA Chart Top 50 Singles | Australia ARIA Chart Top 50 Singles | Australia ARIA Chart Top 50 Singles | Australia ARIA Chart Top 50 Singles | Australia ARIA Chart Top 50 Singles | Australia ARIA Chart Top 50 Singles | Australia ARIA Chart Top 50 Singles | Australia ARIA Chart Top 50 Singles | Australia ARIA Chart Top 50 Singles | Australia ARIA Chart Top 50 Singles | Australia ARIA Chart Top 50 Singles | Australia ARIA Chart Top 50 Singles | Australia ARIA Chart Top 50 Singles | Australia ARIA Chart Top 50 Singles | Australia ARIA Chart Top 50 Singles | Australia ARIA Chart Top 50 Singles |
| Semana                              | 1                                   | 2                                   | 3                                   | 4                                   | 5                                   | 6                                   | 7                                   | 8                                   | 9                                   | 10                                  | 11                                  | 12                                  | 13                                  | 14                                  | 15                                  | 16                                  | 17                                  | 18                                  | 19                                  | 20                                  | 21                                  | 22                                  | 23                                  | 24                                  | 25                                  | 26                                  | 27                                  | 28                                  | 29                                  | 30                                  | 31                                  | 32                                  | 33                                  |                                     |
| ----------------------------------- | ----------------------------------- | ----------------------------------- | ----------------------------------- | ----------------------------------- | ----------------------------------- | ----------------------------------- | ----------------------------------- | ----------------------------------- | ----------------------------------- | ----------------------------------- | ----------------------------------- | ----------------------------------- | ----------------------------------- | ----------------------------------- | ----------------------------------- | ----------------------------------- | ----------------------------------- | ----------------------------------- | ----------------------------------- | ----------------------------------- | ----------------------------------- | ----------------------------------- | ----------------------------------- | ----------------------------------- | ----------------------------------- | ----------------------------------- | ----------------------------------- | ----------------------------------- | ----------------------------------- | ----------------------------------- | ----------------------------------- | ----------------------------------- | ----------------------------------- | ----------------------------------- |
| Posición                            | 14                                  | 2                                   | 1                                   | 1                                   | 1                                   | 1                                   | 1                                   | 1                                   | 1                                   | 1                                   | 1                                   | 1                                   | 1                                   | 1                                   | 1                                   | 1                                   | 2                                   | 2                                   | 2                                   | 3                                   | 3                                   | 6                                   | 7                                   | 8                                   | 9                                   | 11                                  | 16                                  | 21                                  | 29                                  | 34                                  | 39                                  | 50                                  | 48                                  |                                     |

### Listas de Fin de Año
| País           | Posición | Año  |
| -------------- | -------- | ---- |
| Alemania       | 4        | 1976 |
| Australia      | 1        | 1976 |
| Bélgica        | 2        | 1976 |
| Canadá         | 61       | 1976 |
| Canadá         | 171      | 1977 |
| Estados Unidos | 20       | 1976 |
| Francia        | 9        | 1976 |
| Italia         | 18       | 1976 |
| Nueva Zelanda  | 1        | 1976 |
| Países Bajos   | 7        | 1976 |
| Reino Unido    | 7        | 1976 |
| Sudáfrica      | 5        | 1976 |
| Suiza          | 1        | 1976 |

## Certificaciones
| País          | Certificación | Ventas    |
| ------------- | ------------- | --------- |
| Nueva Zelanda | Platino       | + 20 000  |
| Reino Unido   | Oro           | + 680 000 |
| Canadá        | Oro           | + 50 000  |
| Alemania      | Oro           | + 250 000 |
| Francia       | Oro           | + 250 000 |